# Návojná
Návojná település Csehországban, a Zlíni járásban. Návojná Brumov-Bylnice, Poteč, Nedašov, Nedašova Lhota és Valašské Klobouky településekkel határos. Lakosainak száma 689 fő (2024. január 1.).

## Népesség
A település lakosságának változását az alábbi diagram mutatja:
| Lakosok száma | 438  | 440  | 482  | 617  | 722  | 707  | 739  | 725  | 678  | 689  |
|               | 1869 | 1900 | 1921 | 1961 | 1991 | 2006 | 2016 | 2019 | 2021 | 2024 |